# Voluta (zoología)
Voluta es un género de moluscos gastrópodos prosobranquios, perteneciente la familia Volutidae, cuyas conchas, de gran tamaño y belleza, tienen espiras muy visibles y adornadas con tubérculos, espinas y otras formaciones. El tamaño de las conchas de estos caracoles varía entre los 20 mm y 70 mm, las mismas presentan un opérculo córneo y espiralado. Las conchas presentan escotadura o canal sifonal. Todos son marinos.
Las volutas, como la gran mayoría de los neogastropodos, son de hábitos alimentarios carnívoros, presentan una rádula que posee tres dientes por hilera transversal (tipo raquiglosa).
La distribución del género se localiza en aguas marinas tropicales y subtropicales. En la actualidad se han descrito unas 215 especies y subespecies.

## Otros usos malacológicos del nombre voluta
El nombre Voluta es utilizado comúnmente para denominar a caracoles de la familia Volutidae, además de las especies propias del género Voluta, es propio de las volutas tener una esfera de residuos fecales metidas en la recta anal.
Once especies pertenecientes a los géneros Adelomelon, Minicymbiola, Odontocymbiola, Provocator y Zidona son denominados comúnmente Volutas  y a ella pertenecen algunos de los moluscos más codiciados por los coleccionistas de conchas.
Entre estos moluscos, propios de mares cálidos, se incluyen Adelomelon beckii (el más grande de las costas de Uruguay, alcanza casi 50 cm), Adelomelon brasiliana (costero, único en el mundo por su particular cápsula ovígera) y Zidona dufresnei (hermosa voluta con un agudo ápice, típica de las costas del Uruguay). La voluta imperial (Aulica imperialis) vive en las costas del archipiélago de Filipinas y es muy apreciada por los coleccionistas de conchas por lo elaborado de la ornamentación de su concha.
Entre las conchas pertenecientes al género Voluta en la región del Caribe son muy apreciadas las de la especie Voluta musica y su subespecie V. musica carneolata especie catalogada como en peligro de extinción.